# فينزيل شتورش
فينزيل شتورش (بالألمانية: Wenzel Storch)‏ هو مخرج ألماني، ولد في 21 مارس 1961 في براونشفايغ في ألمانيا.

## وصلات خارجية
- فينزيل شتورش على موقع IMDb (الإنجليزية)
- فينزيل شتورش على موقع أول موفي (الإنجليزية)
- فينزيل شتورش على موقع قاعدة بيانات الفيلم (الإنجليزية)
- فينزيل شتورش على موقع كينوبويسك (الروسية)